# Sabir Bougrine
Sabir Bougrine (Malines, 10 luglio 1996) è un calciatore belga naturalizzato marocchino, centrocampista del Raja Casablanca.

## Carriera

### Club
In carriera ha giocato 10 partite di qualificazione alle coppe europee, di cui 2 per la Champions League e 8 per l'Europa League, tutte con l'F91 Dudelange.

### Nazionale
Ha giocato nella nazionale belga Under-19 e nella nazionale marocchina Under-23.

## Palmarès

### Club

#### Competizioni nazionali
- Campionato azero: 1

Neftçi Baku: 2020-2021